# Double V

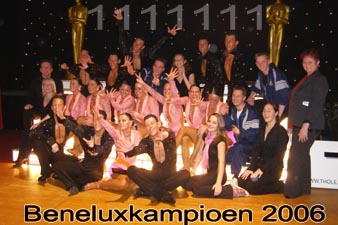
Double V

Double V Latin Formation Team  (kurz auch nur Double V genannt) bezeichnet die Lateinformationen der niederländischen Stichting Formation Danssport Hoorn. Das Double-V-A-Team ist mehrfacher Meister im Formationstanzen der Niederlande und der Beneluxstaaten.

## Geschichte
Die Lateinformationen gehen zurück auf eine Showformation, die Mitte der 1970er-Jahre durch Vera Hauwert in der Tanzschule von Peter Verbiest im niederländischen Hoorn gegründet wurde. Anfang der 1980er-Jahre nahm die Formation unter dem Namen „Double V“ an nationalen Wettkämpfen teil. Der Name begründet sich durch den Nachnamen des Inhabers der Tanzschule, aus der die Formation hervorgegangen war, Peter Verbiest, und dem Vornamen der damaligen Trainerin, Vera Hauwert.
1987 wurde die Stiftung „Stichting Formation Danssport Hoorn“ gegründet, unter deren Dach die Tanzsportaktivitäten von Double V zusammengefasst sind.

## A-Team
Das A-Team entstand ursprünglich aus der Showformation der Tanzschule. Es nahm ab Anfang der 1980er-Jahre an Formationswettkämpfen teil. Die Formation erreichte mit dem musikalischen Thema „Espana“ den zweiten Platz der niederländischen Grand-Prix-Saison 1990/91 und qualifizierte sich dadurch für die Teilnahme an der Europameisterschaft der Lateinformation. Im Oktober wurde sie mit dem musikalischen Thema „Heatwave“ niederländischer Meister.
1993 wurde die Formation neu aufgestellt. Trainer wurde Marco Houtzager, bis dahin aktiver Tänzer in der Mannschaft. Er trainierte die Mannschaft bis 1996. Arthur van Louvezijn und Vera Hauwert übernahmen die Leitung der Mannschaft, die sich nach der Weltmeisterschaft 1996 im litauischen Vilnius allerdings auflöste. Die Formation hatte die Finalrunde mit den 7. Platz nur knapp verpasst, nachdem sie bei der Europameisterschaft der Lateinformationen in Bremerhaven im selben Jahr noch den 5. Platz erreicht hatte.
1997 wurden aus dem B-Team und den verbleibenden Tänzern des A-Teams eine neue Lateinformation gebildet. Diese tanzte zum musikalischen Thema „Brasil“, das auch schon in den vorangegangenen Jahren Thema der Formation war. Nach der Europameisterschaft der Lateinformationen im polnischen Warschau im Juni 1997 löste sich die Formation erneut auf.
Nach einem Jahr Pause trat Ende 1998 wieder ein Double-V-A-Team zu Formationswettkämpfen an. Trainer waren Marieke de Boer und Matthijs Mennes, die die Mannschaft zusammen mit Vera Hauwert leiteten. Musikalischen Thema war wieder „Espana“, zu dem in den Anfangsjahren der Double-V-Mannschaften bereits einmal getanzt worden war. In der folgenden Saison war das musikalische Thema „Indian Summer“. Wie schon 1998 erreichte die Mannschaft auch 1999 bei den nationalen Meisterschaften den zweiten Platz. Seitdem belegt das Double-V-A-Team regelmäßig einen der ersten Plätze bei nationalen und Benelux-Meisterschaften. Von 2001 bis 2013 war das Team ununterbrochen niederländischer Meister sowie von 2004 bis 2011 Benelux-Meister (nach 2011 wurden keine Beneluxmeisterschaften mehr ausgetragen).
Trainer der Formation sind Iris Bijleveld, Debby Kuperus, Tim van Leeuwen und Thijs Bijleveld.

### Erfolge
- Niederländischer Meister: 1994–1996, 2001–2013[3]
- Benelux-Meister: 1994–1997, 2001, 2003, 2004–2011[3]

Die Mannschaft erreichte 2001 bis 2005 sowie 2009 die Finalrunde bei Europameisterschaften der Lateinformationen sowie 2003, 2004 und 2014 bei Weltmeisterschaften der Lateinformationen.

## B- und C-Team
Ein B-Team als Nachwuchsteam wurde 1993 aufgestellt, das von Arthur van Louvezijn, einem ehemaligen Tänzer des A-Teams, trainiert wurde. 1994 folgte ein C-Team, das zunächst von Vera Hauwert trainiert und später mit dem B-Team zusammengelegt wurde.
Nachdem 1997 eine neue Formation gegründet worden und in dieser das alte B-Team aufgegangen war, wurde noch im selben Jahr erneut ein B-Team als Nachwuchsmannschaft gegründet. 2013 nahm die Mannschaft neben dem A-Team an der Europameisterschaft und der Weltmeisterschaft der Lateinformationen teil.
Das B-Team wird von Elaine van der Made, Laura Bankersen, Tamara Hart en Connor Kooistra trainiert.

## Sonstiges
Neben den A- und B-Teams verfügt der Verein über eine Trainingsmannschaft für Einsteiger.
Außer dem Formationstanzen bietet Double V auch Latein-Einzeltanzen, Kindertanzen und Jazz- und Modern Dance an.